# Gmina Børkop
Gmina Børkop (duń. Børkop Kommune) - istniejąca w latach 1970-2006 gmina w Danii w okręgu Vejle Amt. 
Siedzibą władz gminy było miasto Børkop. 
Gmina Børkop została utworzona 1 kwietnia 1970 na mocy reformy podziału administracyjnego Danii. Po kolejnej reformie administracyjnej w roku 2007 weszła w skład nowej gminy Vejle.

## Dane liczbowe
- Liczba ludności: (♀ 5715 + ♂ 5763) = 11 478
  - wiek 0-6: 9,8%
  - wiek 7-16: 14,0%
  - wiek 17-66: 64,2%
  - wiek 67+: 12,1%
- zagęszczenie ludności: 111,4 osób/km²
- bezrobocie: 3,7% osób w wieku 17-66 lat
- cudzoziemcy z UE, Skandynawii i USA: 98 na 10 000 osób
- cudzoziemcy z krajów Trzeciego Świata: 127 na 10 000 osób
- liczba szkół podstawowych: 5 (liczba klas: 75)